# エリック・ブラントレット
エリック・ケビン・ブラントレット（Eric Kevin Bruntlett, ([ˈbrʌntlət]),1978年3月29日 - ）は、アメリカ合衆国インディアナ州ラファイエット出身の元プロ野球選手（内野手）。右投右打。MLB史上15人しかいない無補殺三重殺の達成者の1人。「ブルントレット」と表記されることもある。

## 経歴

### 学生時代
地元のウィリアム・ヘンリー・ハリソン高校のとき1996年のMLBドラフトで72巡目（全体1663位）でロサンゼルス・ドジャースから指名されたが、スタンフォード大学に進学した。大学ではメンズ・カレッジ・ワールドシリーズに3回出場した。

### アストロズ時代
2000年のMLBドラフトで9巡目（全体277位）でヒューストン・アストロズから指名され、入団した。
2003年6月27日、25歳でメジャーリーグデビューした。
2005年7月24日のワシントン・ナショナルズ戦の同点の14回表に3ラン本塁打で勝利に貢献した（打った相手はその年に防御率2.04の好投手だったヘクター・カラスコ）。
シカゴ・ホワイトソックスとの2005年のワールドシリーズに出場した。
2006年はプレストン・ウィルソンの加入により背番号「4」を譲り、1シーズンだけ「10」を着用した。

### フィリーズ時代
2007年オフの11月7日、ブラッド・リッジとともにジェフ・ギアリー、マイケル・ボーン、マイク・コスタンゾとのトレードでフィラデルフィア・フィリーズへ移籍した。
2008年は自身最多の120試合に出場し、規定打席には満たないが、打率.217・2本塁打・15打点など記録した。
タンパベイ・レイズとの2008年のワールドシリーズに自身2度目のワールドシリーズ出場で優勝した。第2戦では代打本塁打を記録した。第3戦の同点の9回裏に先頭打者として死球で出塁し、その後カルロス・ルイーズのヒットでサヨナラの得点を記録した
。
2009年8月23日のニューヨーク・メッツ戦では二塁手として先発出場し、3安打を記録した後、9回裏にジェフ・フランコーアの打球に対して、史上15人目となる無補殺三重殺を完成させたが、達成と同時に試合が終了したのは史上2度目であり、2点差の緊迫した場面であった。
ニューヨーク・ヤンキースとの2009年のワールドシリーズに出場した。

## 選手としての特徴
ユーティリティープレーヤーで、投手と捕手以外の7ポジションを守った経験がある。

## 詳細情報

### 年度別打撃成績
| 年 度     | 球 団     | 試 合 | 打 席 | 打 数 | 得 点 | 安 打 | 二 塁 打 | 三 塁 打 | 本 塁 打 | 塁 打 | 打 点 | 盗 塁 | 盗 塁 死 | 犠 打 | 犠 飛 | 四 球 | 敬 遠 | 死 球 | 三 振 | 併 殺 打 | 打 率 | 出 塁 率 | 長 打 率 | O P S |
| --------- | --------- | ----- | ----- | ----- | ----- | ----- | -------- | -------- | -------- | ----- | ----- | ----- | -------- | ----- | ----- | ----- | ----- | ----- | ----- | -------- | ----- | -------- | -------- | ----- |
| 2003      | HOU       | 31    | 56    | 54    | 3     | 14    | 3        | 0        | 1        | 20    | 4     | 0     | 0        | 1     | 1     | 0     | 0     | 0     | 10    | 1        | .259  | .255     | .370     | .625  |
| 2004      | HOU       | 45    | 61    | 52    | 14    | 13    | 2        | 0        | 4        | 27    | 8     | 4     | 0        | 0     | 2     | 7     | 0     | 0     | 13    | 0        | .250  | .328     | .519     | .847  |
| 2005      | HOU       | 91    | 121   | 109   | 19    | 24    | 5        | 2        | 4        | 45    | 14    | 7     | 2        | 1     | 0     | 10    | 0     | 1     | 25    | 4        | .220  | .292     | .413     | .705  |
| 2006      | HOU       | 73    | 136   | 119   | 11    | 33    | 8        | 0        | 0        | 41    | 10    | 3     | 1        | 2     | 1     | 13    | 1     | 1     | 21    | 2        | .277  | .351     | .345     | .695  |
| 2007      | HOU       | 80    | 165   | 138   | 16    | 34    | 5        | 0        | 0        | 39    | 14    | 6     | 3        | 6     | 0     | 20    | 1     | 1     | 27    | 1        | .246  | .346     | .283     | .629  |
| 2008      | PHI       | 120   | 238   | 212   | 37    | 46    | 9        | 1        | 2        | 63    | 15    | 9     | 2        | 2     | 0     | 21    | 3     | 3     | 35    | 7        | .217  | .297     | .297     | .594  |
| 2009      | PHI       | 72    | 118   | 105   | 15    | 18    | 7        | 0        | 0        | 25    | 7     | 2     | 0        | 2     | 3     | 5     | 0     | 3     | 26    | 2        | .171  | .224     | .238     | .462  |
| 通算：9年 | 通算：9年 | 512   | 895   | 789   | 115   | 182   | 39       | 3        | 11       | 260   | 72    | 31    | 8        | 14    | 7     | 76    | 5     | 9     | 157   | 17       | .231  | .303     | .330     | .633  |

### 記録
- ワールドシリーズ出場：3回（2005年、2008年、2009年）
- 無補殺三重殺（英語版）：1回（2009年8月27日、史上15人目）

### 背番号
- 4 (2003 - 2005、2007 - 2009年)
- 10 (2006年)